# Гавар
Гавар (јерм. Գավառ) је град и општина у Јерменији и административни центар марза Гехаркуник. Град се налази у планинском подручју, на надморској висини од 2.000 m. Смештен је западно од језера Севан, на реци Гаварагет.
Све до 1959. био је познат под именом Нор Бајазит, када му је име промењено у Камо, у част једног од бољшевичких лидера. Садашње име датира од 1996. године.
Према проценама за 2010. на територији града и општине живело је око 36.500 становника.

## Географија
Гавар је смештен у западном делу Севанске котлине, западно од обала језера Севан. Налази се на реци Гаварагет, 8 км узводно од њеног ушћа у језеро. Удаљен је неких 90-ак километара североисточно од главног града Јерменије Јеревана.
Просечна надморска висина је око 2.000 m.

## Историја
На подручју данашњег града постојало је старо насеље Кавар које се први пут спомиње у првој половини  века, а које је разорено 1726. од стране персијског шаха Надир Афшара.
Ново насеље основано је 1830. доласком избеглица из отоманског града Бајазита, и било је познато под називом Нови Бајазит. Норбајазит је статус града добио 1850. приликом оснивања Јереванске губерније.
Бројни археолошки споменици и остаци старих грађевина сведоци су богате и древне прошлости овог подручја. У западном делу града постоје остаци утврђења из раног гвозденог доба, а претпоставке су да је тврђава била админситративни центар једног од рејона Урартског царства. Главно утврђење је било окружено са 22 мање тврђаве. Приликом изградње централног градског трга (Позоришни трг) пронађене су гробнице старе око 4.000 година, као и нешто млађи бројни хачкари (камене громаде са симболима крста).
Град је 1959. преименован у Камо у знак сећања на бољшевичког револуционара Симон Аршакович Тер-Петросјан чије партијско кодно име је било управо Камо. Данашње име усвојено је 1996. године.

## Демографија
Према проценама за 2010. на целој општини је живело око 36.500 становника, а око двадесетак хиљада у самом граду. Након стицања независности Јерменије и колапса совјетског система привређивања, број становника је нагло падао, али се са развојем туризма током последње деценије демографска слика знатно променила.
Готово целокупну популацију чине Јермени.

## Образовање
У Гавару је 1993. отворен државни Универзитет са пет факултета: филолошки, природно-математички, филозофски, економски и учитељски факултет. Универзитет данас похађа око 2.400 студената.
У граду се налази и специјална школа са децу са посебним потребама.

## Знаменитости
- Богородичина црква Сурб Аствацацин из 1848. изграђена је у целости од камених блокова, и налази се у центру града.
- Норатус - некропола из  века са бројним хачкарима се налази 4 км северно од града, у истоименом селу.
- Манастир Ајраванк из  века се налази у близини града.

## Градови побратими
- Новоросијск, Краснодарски крај, Русија (од 2009. год)

## Галерија
- Гавар
- Богородичина црква у центру града
- Центар града
- Гавар зими